# Deutschland. Ein Wintermärchen

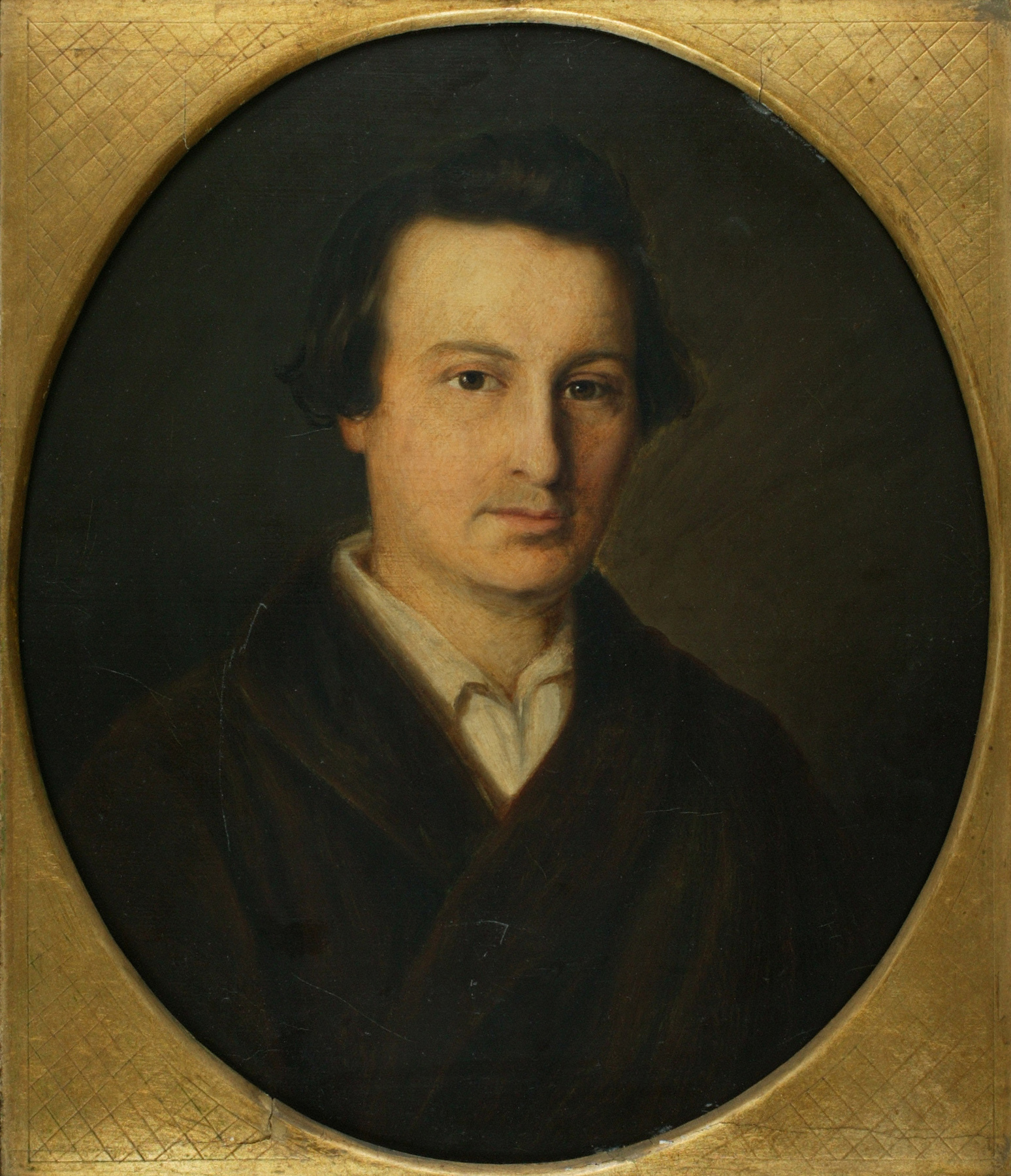
Heinrich Heine zur Zeit der Winterreise 1843/44

Deutschland. Ein Wintermärchen (1844) ist ein satirisches Versepos des deutschen Dichters Heinrich Heine (1797–1856). Den äußeren Rahmen dafür bildet eine Reise, die der Autor im Winter 1843 unternahm und die ihn von Paris nach Hamburg führte.
Der Untertitel Ein Wintermärchen spielt auf William Shakespeares Alters-Romanze The Winter’s Tale (1623) an und weist darauf hin, dass Heine seinen Gedichtzyklus als Gegenstück zu dem drei Jahre früher entstandenen Versepos Atta Troll. Ein Sommernachtstraum verstand, das seinen Untertitel ebenfalls einem Werk Shakespeares verdankt: der Komödie A Midsummer Night’s Dream (1600). Die formale Verwandtschaft der beiden Epen zeigt sich zusätzlich darin, dass auch das Wintermärchen, wie der Atta Troll, genau 27 Capita umfasst, deren Strophen ebenfalls aus Vierzeilern bestehen.

## Entstehungsgeschichte
Unzufrieden mit den politischen Verhältnissen im Deutschland der Restaurationszeit, die ihm als getauftem Juden keine Möglichkeit für eine juristische Tätigkeit boten, und auch um der Zensur zu entgehen, emigrierte Heine 1831 nach Frankreich.

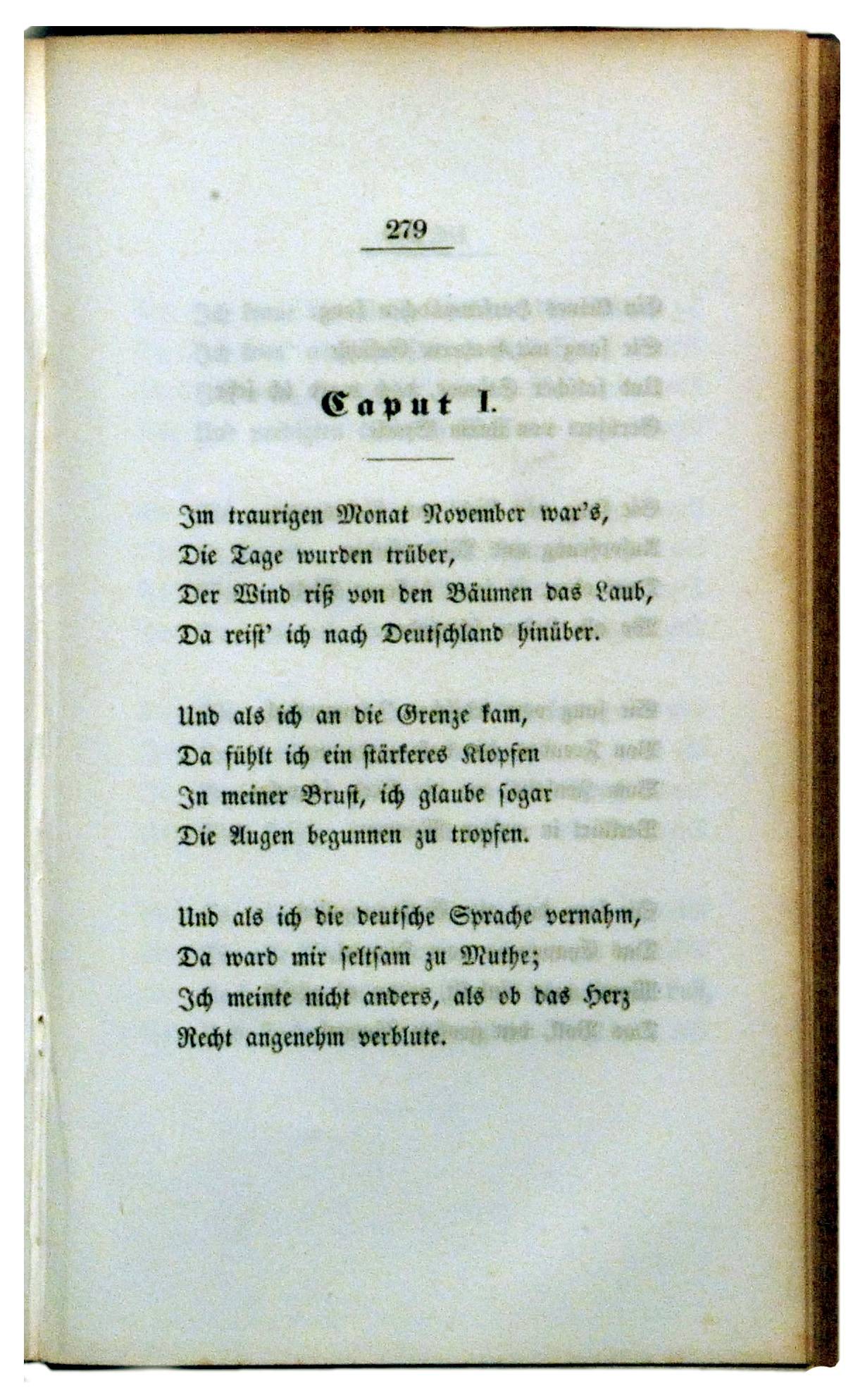
Abdruck in „Neue Gedichte“ 1844

1835 verbot ein Beschluss des deutschen Bundestags seine Schriften zusammen mit den Veröffentlichungen der Dichter des Jungen Deutschland. Ende 1843 kehrte er noch einmal für wenige Wochen nach Deutschland zurück, um seine Mutter und seinen Verleger Julius Campe in Hamburg zu besuchen. Auf der Rückreise entstand, zunächst als Gelegenheitsgedicht, der erste Entwurf zu Deutschland. Ein Wintermärchen, den er im Laufe der nächsten drei Monate zu einem höchst humoristischen Reiseepos weiterentwickelte, zu versifizierten Reisebildern, die eine höhere Politik atmen als die bekannten politischen Stänkerreime. Sein damaliger Verleger allerdings fand das Werk von Anfang an zu radikal und warnte seinen Schützling:

„Sie werden viel für diese Gedichte zu leiden haben […] Nicht zu gedenken, dass Sie den Patrioten neue Waffen gegen sich in die Hände geben und so die Franzosenfresser wieder in die Schranken rufen, auch die Moralisten werden über Sie herfallen […] Wahrlich, ich habe nie so bei einem Ihrer Artikel geschwankt als eben bei diesem, nämlich was ich tun oder lassen soll.“

Das fertige Versepos erschien 1844 beim Verlag Hoffmann und Campe in Hamburg. Nach der Zwanzig-Bogen-Klausel, einer Zensurrichtlinie der Karlsbader Konferenz von 1819, unterlagen Manuskripte von mehr als zwanzig Bogen, also mehr als 320 Seiten, vor dem Druck nicht der Zensur. Daher brachte der Verlag Deutschland. Ein Wintermärchen zusammen mit anderen Gedichten im Band Neue Gedichte heraus. Trotzdem musste sich Heine zu seinem Bedauern vor der Veröffentlichung seines Werkes „dem fatalen Geschäfte des Umarbeitens“ unterziehen und den Versen zahlreiche „Feigenblätter“ anheften, um dem voraussehbaren allgemeinen „Naserümpfen“ etwas vorzubeugen und sich gegen den Vorwurf zu wehren, ein „Verächter des Vaterlands“ und parteiischer „Freund der Franzosen“ zu sein.
Schon am 4. Oktober 1844 wurde das Buch in Preußen verboten und beschlagnahmt. Am 12. Dezember 1844 erließ König Friedrich Wilhelm IV. von Preußen einen Haftbefehl gegen Heine. In der Folgezeit wurde das Werk wiederholt von den Zensurbehörden verboten. In anderen Teilen Deutschlands war es zwar in Form einer – ebenfalls bei Hoffmann und Campe erschienenen – Separatausgabe erhältlich, doch musste Heine es kürzen und umschreiben.

## Inhalt

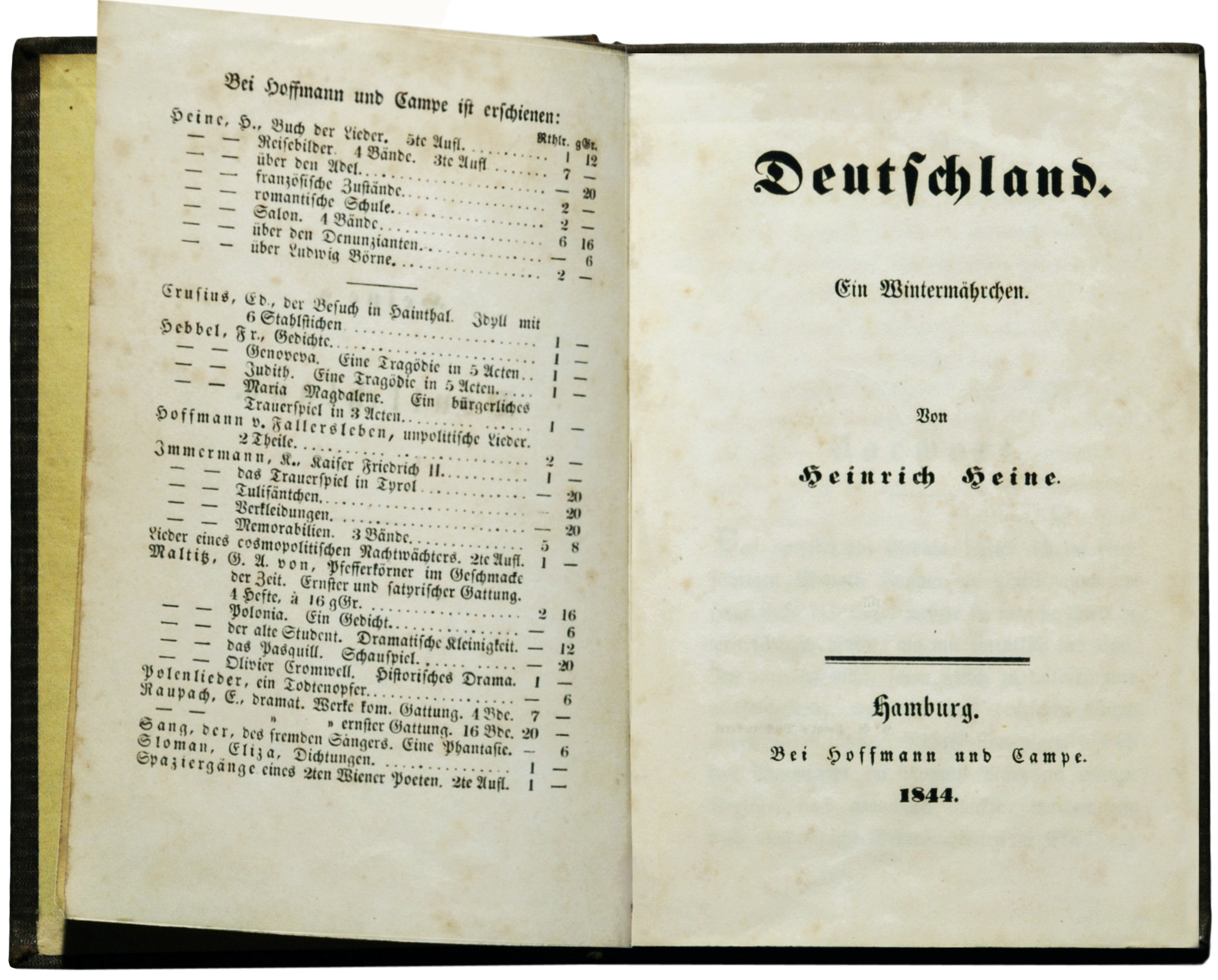
Erste Separatausgabe

### Übersicht
Der folgende Überblick der Kapitel zeigt den groben Verlauf und die Hauptstationen der literarischen Kutschfahrt:
Capita I – II: Französisch-deutsche Grenze;
Caput III: Aachen;
Capita IV – VII: Köln;
Capita VIII – XIII: Westfalen (Mülheim, Hagen, Unna, Paderborn);
Capita XIV – XVII: Exkurs über Kaiser Barbarossa;
Caput XVIII: Minden;
Caput XIX: Bückeburg und Hannover;
Capita XX – XXVI: Hamburg;
Caput XXVII: Epilog.
Die tatsächliche Hinreise, die nicht „im traurigen Monat November“ (Caput I, erste Strophe), sondern bereits im Oktober stattfand und „welche höchst langweilig und ermüdend war“, nahm jedoch den kürzeren Weg über Brüssel, Münster, Osnabrück und Bremen nach Hamburg. Erst die Rückfahrt (vom 7. bis 16. Dezember) verlief über die oben angegebenen Stationen.
Heine verknüpft seine Reisebeschreibung anhand regionaler, historischer und autobiografischer Fakten mit politischen und philosophischen Betrachtungen. Dabei stellt der Ich-Erzähler seine „illegalen“ Gedanken in den Vordergrund, die er sozusagen versteckt als „Konterbande“ (Schmuggelgut), wider das Verbot, mit sich führte.
Deutschland. Ein Wintermärchen zeigt Heines bilderreiche poetische Sprache in enger Verbindung mit sarkastischer Kritik an den Zuständen in seiner Heimat. Der Autor stellt seine liberale gesellschaftliche Vision dem trüben „Novemberbild“ des reaktionären Heimatlandes gegenüber. Er kritisiert vor allem den deutschen Militarismus und reaktionären Chauvinismus gegenüber den Franzosen, deren Revolution er als Aufbruch in ein sozialeres Europa versteht. Er bewundert Napoleon als Vollender der Revolution und Verwirklicher der Freiheit. Sich selbst sieht er nicht als Feind Deutschlands, sondern als patriotischen Kritiker aus Vaterlandsliebe: Pflanzt die schwarz-rot-goldne Fahne auf die Höhe des deutschen Gedankens, macht sie zur Standarte des freien Menschtums, und ich will mein bestes Herzblut für sie hingeben. Beruhigt euch, ich liebe das Vaterland eben so sehr wie ihr.

### Zu den einzelnen Kapiteln
Caput I: Nach dreizehn Jahren im Exil steht H. nicht ohne Rührung zum ersten Mal wieder an der deutschen Grenze und fühlt sich wie durch Zaubersäfte wunderbar erstarkt. Angesichts eines kleinen Harfenmädchens, das mit wahrem Gefühl und falscher Stimme die alte Leier vom irdischen Jammertal singt, verspricht er seinen deutschen Freunden (mit dem nun folgenden Versepos) ein neues Lied, besseres Lied: Wir wollen hier auf Erden schon / Das Himmelreich errichten.
Caput II: Bevor H., voller Euphorie, im Gepäck nur Hemden, Hosen und Schnupftücher, doch im Kopf ein zwitscherndes Vogelnest / Von konfiszierlichen Büchern, deutschen Boden betreten kann, wird sein Gepäck von den preußischen Zöllnern visitieret und beschnüffelt: Ihr Toren, die Ihr im Koffer sucht! / Hier werdet Ihr nichts entdecken! / Die Contrebande, die mit mir reist, / Die hab ich im Kopfe stecken.
Caput III: Im langweiligen Nest Aachen begegnet H. erstmals wieder preußischen Soldaten: Noch immer das hölzern pedantische Volk, / Noch immer ein rechter Winkel / In jeder Bewegung, und im Gesicht / Der eingefrorene Dünkel. H. lästert über deren Schnurrbärte (Der Zopf, der ehmals hinten hing, / Der hängt jetzt unter der Nase) und macht sich ironisch lustig über den Helm, die Pickelhaube: Ein königlicher Einfall wars! / Es fehlt nicht die Pointe, die Spitze! / Nur fürcht ich, wenn ein Gewitter entsteht, / Zieht leicht so eine Spitze / Herab auf Euer romantisches Haupt / Des Himmels modernste Blitze!

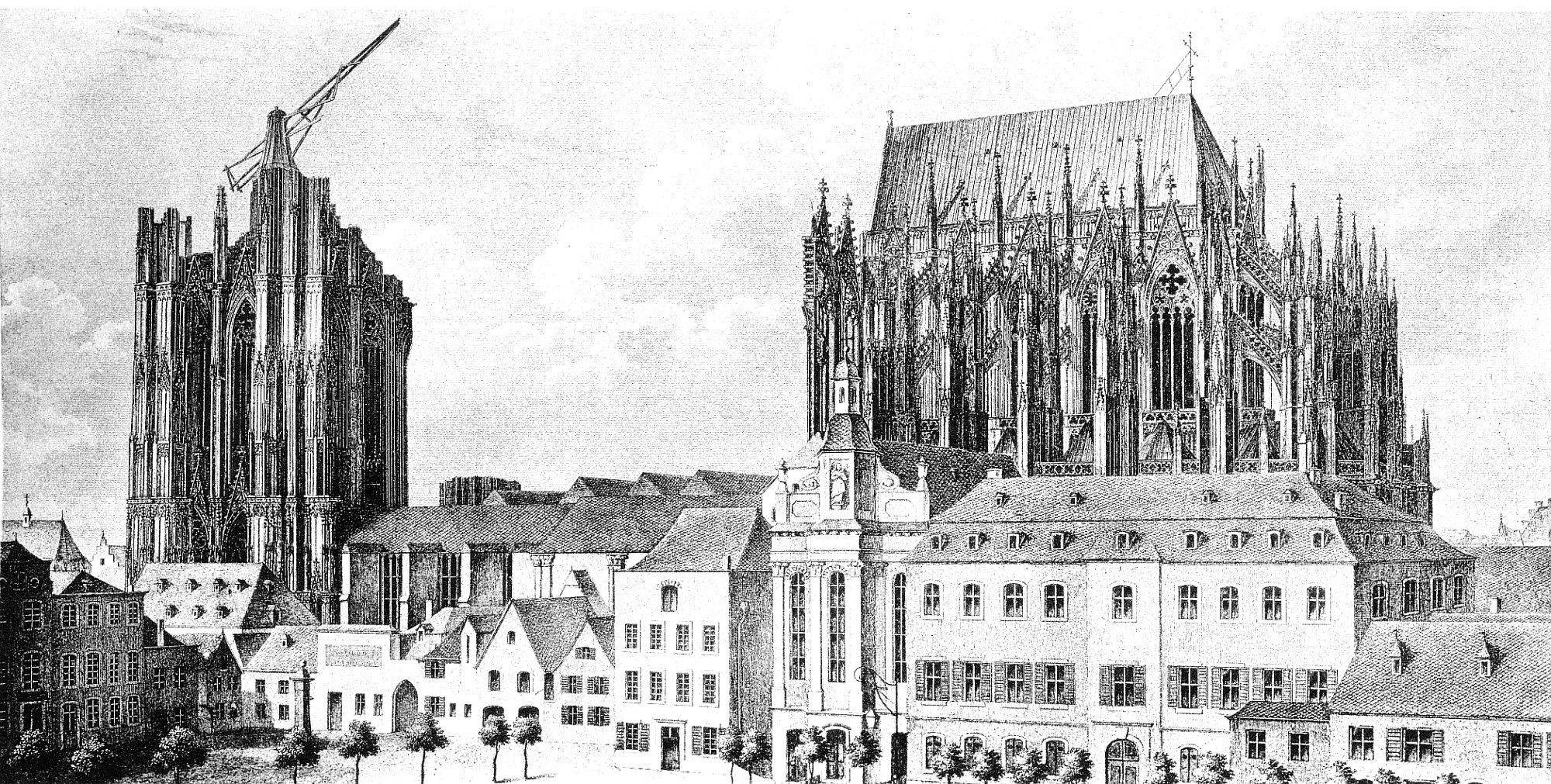
Der unfertige Kölner Dom
zur Zeit Heinrich Heines

Caput IV: Auf der Weiterreise nach Köln spottet H. über die anachronistische deutsche Gesellschaft, die lieber rückwärtsgewandt den seit dem Mittelalter unvollendeten Kölner Dom fertig baue, als sich der neuen Zeit zu stellen. Dass die Arbeiten an dem mittelalterlichen Bauwerk im Zuge der Reformation eingestellt wurden, bedeutet für den Dichter den eigentlichen Fortschritt: Die Überwindung des traditionellen Denkens und das Ende der geistigen Unmündigkeit. H. ersetzte in der Separatausgabe die letzte Strophe aus der Edition Neue Gedichte durch fünf neue, in denen er Kritik an der Heiligen Allianz übte.
Caput V: H. trifft auf den Rhein, als Vater Rhein deutsche Ikone und deutscher Erinnerungsort. Der Flussgott zeigt sich aber als unzufriedener alter Mann, des deutschtümelnden Geschwätzes überdrüssig. Er sehnt sich nach den fröhlichen Franzosen zurück, fürchtet jedoch deren Persiflage wegen Nikolaus Beckers politisch kompromittierenden Rheinlieds, das den Fluss als reine Jungfrau darstelle, die sich ihren Jungfernkranz nicht rauben lassen wolle. Doch da kann ihn H. beruhigen: Die Franzosen seien inzwischen noch ärgere Philister geworden als die Deutschen. Sie singen nicht mehr, sie springen nicht mehr und tränken jetzt Bier und läsen Fichte und Kant.
Caput VI: H. bringt die Überzeugung zum Ausdruck, dass einmal gedachte Gedanken nicht wieder verloren gehen können und revolutionäre Ideen sich auf Dauer auch in der Realität durchsetzen. Als ausführendes Organ seiner revolutionären Gedanken lässt H. einen Dämon auftreten, der wie ein Liktor ein Beil vor sich hertrage und ihm schon lange als schattenhafter Begleiter folge, immer präsent und auf ein Zeichen wartend, um das Urteil des Dichters sofort zu vollstrecken: „Ich bin die Tat von deinem Gedanken.“
Caput VII: Gefolgt von seinem stummen Begleiter wandert H. durch Köln. Zuletzt erreicht er den Dom mit seinem Dreikönigenschrein und zerschmettert die armen Skelette des Aberglaubens. Die Heiligen Drei Könige können dabei als Anspielung auf die reaktionäre Heilige Allianz der Großmächte Preußen, Österreich und Russland gesehen werden. Deutsche sind souverän alleine noch im Luftreich des Traums.
Caput VIII: H. fährt mit der Kutsche über den Postkurs von Köln nach Hagen. Die Reise führt zunächst durch Mühlheim (jetzt Köln-Mülheim), das in H. seine frühere Begeisterung für Napoléon Bonaparte in Erinnerung ruft. Dessen Umgestaltung Europas hatte auch in H. die Hoffnung auf Vollendung der Freiheit wachgerufen.

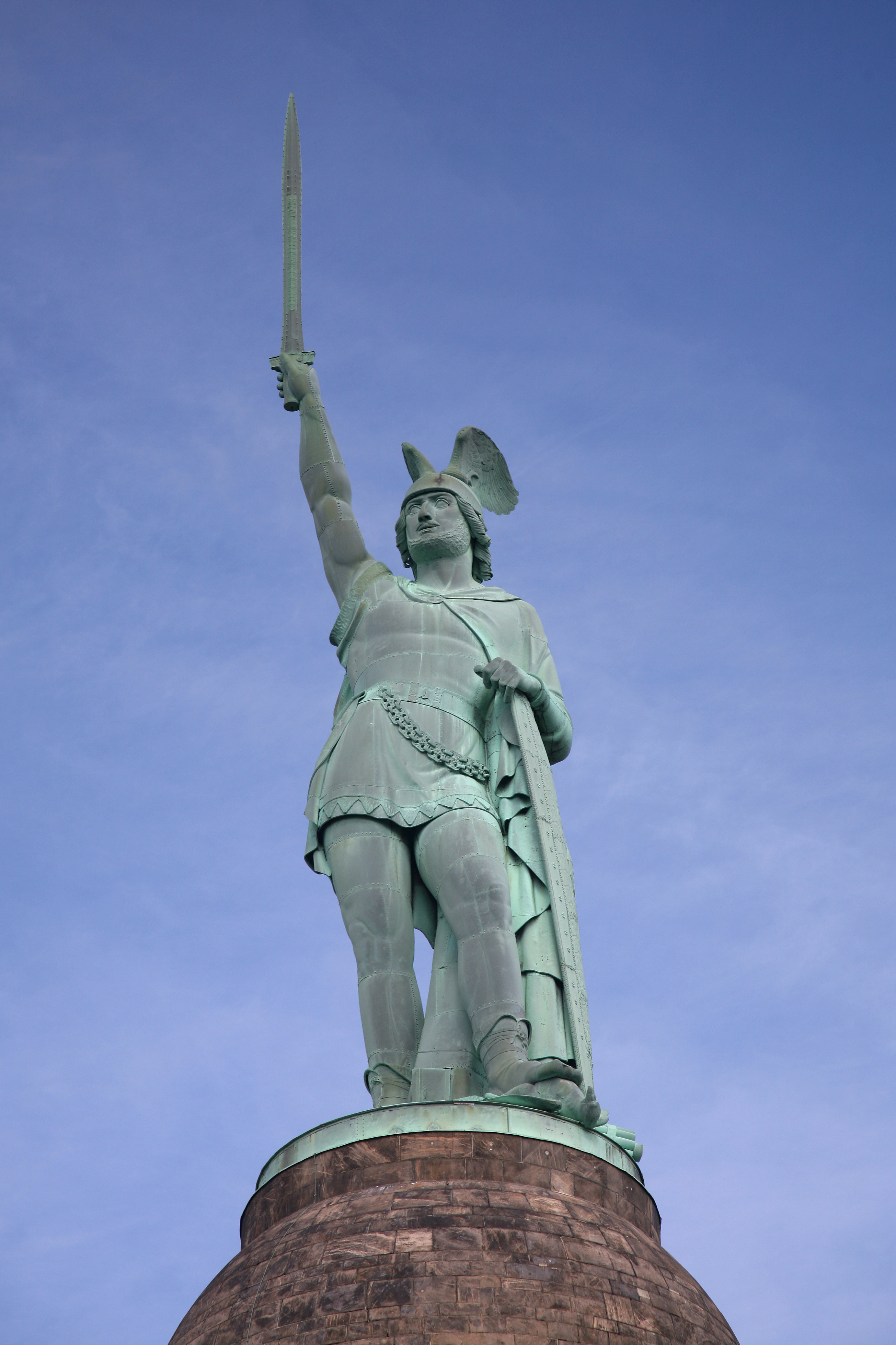
Hermannsdenkmal bei Detmold

Caput IX: In Hagen genießt H. die altgermanische Küche mit Sauerkraut, Kastanien, Grünkohl, Stockfischen, Bücklingen und Würsten, gewürzt mit satirischen Spitzen gegen metaphorische Schweinsköpfe – Noch immer schmückt man den Schweinen bei uns / Mit Lorbeerblättern den Rüssel – und eine allzu fromme Gans: Sie blickte mich an so bedeutungsvoll, / So innig, so treu, so wehe! / Besaß eine schöne Seele gewiß, / Doch war das Fleisch sehr zähe.
Caput X: H. singt ein gutmütiges Loblied auf die lieben, guten Westfalen: Sie fechten gut, sie trinken gut, / Und wenn sie die Hand dir reichen / Zum Freundschaftsbündnis, dann weinen sie; / Sind sentimentale Eichen.
Caput XI: H. reist durch den Teutoburger Wald. In Detmold sammelt man Geld für den gerade begonnenen Bau des Hermannsdenkmals. Auch H. spendet und phantasiert darüber, was wohl geschehen wäre, wenn der Cherusker Arminius die Römer nicht besiegt hätte: Römische Kultur hätte das deutsche Geistesleben durchdrungen, und statt drei Dutzend Landesväter[n] gäbe es jetzt wenigstens einen richtigen Nero. Das Caput ist – verdeckt – auch eine Attacke auf die Kulturpolitik des ‚Romantikers auf dem Thron‘, Friedrich Wilhelm IV.; denn fast alle in diesem Zusammenhang genannten Persönlichkeiten (z. B. Raumer, Hengstenberg; Birch-Pfeiffer, Schelling, Maßmann, Cornelius) residieren in Berlin.
Caput XII: Als im Teutoburger Wald auf mitternächtlicher Fahrt die Kutsche plötzlich ein Rad verliert und eine Reparaturpause eingelegt werden muss, hält H. den ringsum hungrig heulenden Wölfen eine persiflierende Dankesrede, deren (verstümmelten) Abdruck in einer Allgemeinen Zeitung durch Georg Friedrich Kolb als bekannten Verleger und Politiker er satirisch anführt.
Caput XIII: Bei Paderborn erscheint dem Reisenden im Morgennebel ein Kruzifix. Christus, der „arme jüdische Vetter“ hatte weniger Glück als H., den eine liebevolle Zensur bisher vor einer Kreuzigung bewahrt hat.

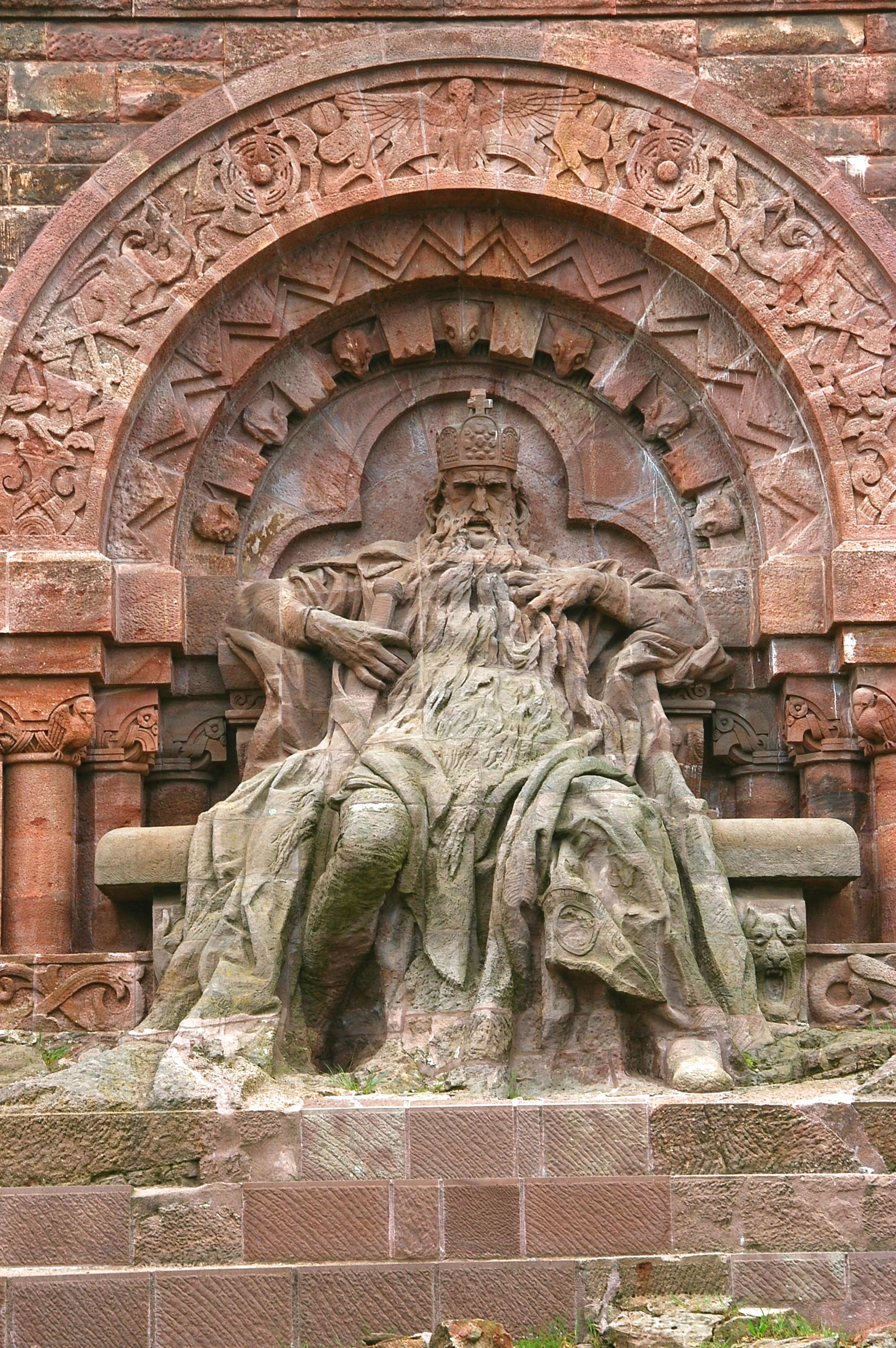
Kaiser Barbarossa
am Fuße des Kyffhäuserdenkmals

Caput XIV: H. erinnert sich an seine „alte Amme“, die ihm als Kind „Märchen und Volksgesänge“ wie die Erzählung von der Gänsemagd nahebrachte, aber auch „Gespenstergeschichten“, etwa vom „Kaiser Rotbart“, der im Kyffhäuser schlafe und mit Ross und Reiter darauf warte, dereinst Germania von ihren Ketten zu befreien.
Caput XV: Ein feiner Dauerregen wiegt den Reisenden in den Schlaf. Er träumt das Ammenmärchen von Barbarossa weiter. Doch da präsentiert sich der mythische Kaiser nicht mehr als mutiger Haudegen, sondern als seniler Greis, der stolz darauf ist, dass seine Fahne noch nicht von den Motten gefressen worden ist, sich aber ansonsten kaum um Deutschlands innere Not bekümmert. Da es ihm ohnehin noch an einer ausreichenden Anzahl von Schlachtrossen fehlt, lässt er sich Zeit mit dem Befreiungsschlag und vertröste H. mit den Worten: Wer heute nicht kommt, kommt morgen gewiß, / Nur langsam wächst die Eiche, / Und chi va piano, va sano, so heißt / Das Sprüchwort im römischen Reiche.
Caput XVI: H. informiert den Kaiser darüber, dass zwischen Mittelalter und Neuzeit, zwischen Barbarossa und 1843 die Guillotine für die Abschaffung manch gekrönter Häupter sorgte. Der Kaiser ist empört, spricht von Hochverrat und Majestätsverbrechen und verbietet H. weitere respektlose Reden. Doch der lässt sich nicht einschüchtern: Das beste wäre, du bliebest zu Haus / Hier in dem alten Kyffhäuser – / Bedenk ich die Sache ganz genau, / So brauchen wir gar keine Kaiser.
Caput XVII: Wieder aus seinem Schlummer erwacht, bereut H. seinen Streit mit Kaiser Rotbart. Er bittet ihn im Stillen um Verzeihung und fleht ihn an, das alte heilige römische Reich wiederherzustellen, denn dessen modriger Plunder und Firlefanze sei allemal noch besser als das jetzige politische Zwitterwesen, das weder Fleisch noch Fisch sei.
Caput XVIII: In der bedrohlichen preußischen Festung Minden fühlt sich H. ähnlich gefangen wie damals Odysseus in der Höhle des einäugigen Riesen Polyphem. Das Essen und das Bett sind so schlecht, dass er unruhig schläft und davon albträumt, wie Prometheus an einen Felsen gekettet zu sein und vom preußischen Adler die Leber herausgehackt zu bekommen.
Caput XIX: Nach einem Besuch des Geburtshauses seines Großvaters in Bückeburg reist H. weiter nach Hannover, wo sich König Ernst August, bestens geschützt durch die Feigheit seiner Untertanen, zu Tode langweilt und sich, an das freiere großbritanische [sic] Leben gewöhnt, am liebsten selbst erhängen möchte.
Caput XX: H. ist am Ziel seiner Reise. In Hamburg quartiert er sich bei seiner Mutter ein. Diese bringt sogleich ein deftiges Essen auf den Tisch und stellt ihm, typisch Mutter, mitunter verfängliche Fragen: Versteht deine Frau die Haushaltung? (...) Welchem Volk wirst du den Vorzug geben? (...) Zu welcher Partei gehörst du mit Überzeugung? Der Sohn jedoch gibt nur ausweichende Antwort: Der Fisch ist gut, lieb Mütterlein, / Doch muss man ihn schweigend verzehren; / Man kriegt so leicht eine Grät in den Hals, / Du darfst mich jetzt nicht stören.
Caput XXI: H. tut sich in Hamburg schwer, die alten Stätten seiner Jugendzeit wiederzufinden, da die halbe Stadt vor kurzem einem Brand zum Opfer gefallen ist. Man hat jedoch reichlich Schadenersatz eingestrichen. Umso höhnischer mokiert er sich über das heuchlerische Selbstmitleid der Hanseaten.

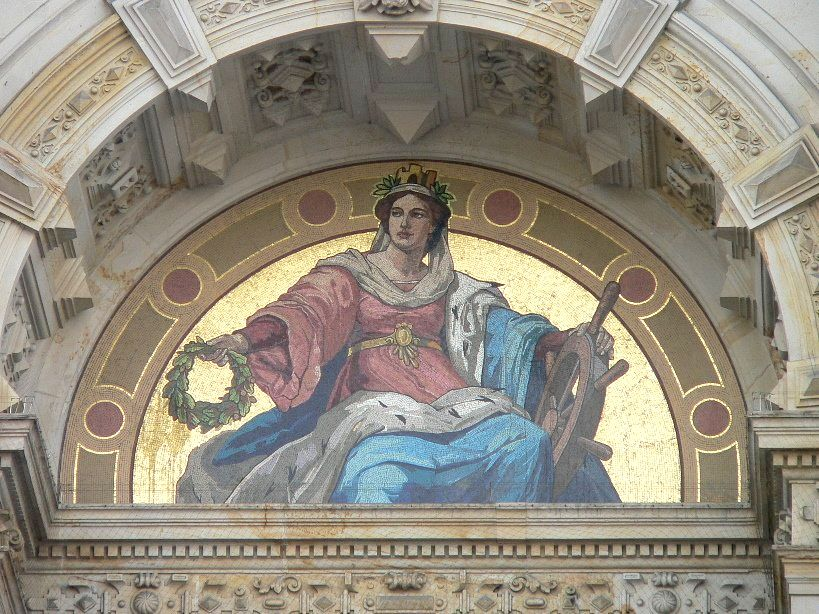
Mosaik der Hammonia
am Portal des Hamburger Rathauses

Caput XXII: H. blickt nostalgisch zurück. Die Zeiten haben sich verändert. Die Hamburger erscheinen ihm wie wandelnde Ruinen und viele seiner ehemaligen Bekannten sind alt geworden oder schon nicht mehr da.
Caput XXIII: H. singt ein Loblied aufs gute Essen und Trinken – und seinen Verleger Campe, der ihn zu beidem einlädt. In weinseliger Stimmung erscheint ihm Hammonia, Hamburgs Schutzheilige, die ihn mit auf ihr Kämmerlein nimmt.
Caput XXIV: Hammonia offenbart H., dass er nach dem Tode Klopstocks ihr Lieblingsdichter sei, und erkundigt sich nach den Gründen für seine Reise. Der gesteht ihr, seine Krankheit und Wunde seien sein Heimweh und seine Vaterlandsliebe: Die sonst so leichte französische Luft, / Sie fing an mich zu drücken; / Ich mußte Atem schöpfen hier / In Deutschland, um nicht zu ersticken.
Caput XXV: Die Göttin verspricht, ihrem Besucher das zukünftige Deutschland zu zeigen, wenn er zu schweigen gelobe. An Stelle eines Eides verlangt sie zur Besiegelung einen frivolen Liebesdienst: Heb auf das Gewand und lege die Hand / Hier unten an meine Hüften, / Und schwöre mir Verschwiegenheit / In Reden und in Schriften!
Caput XXVI: Mit glühenden Wangen zeigt Hammonia H. ihren Zauberkessel, der sich als Nachttopf Karls des Großen entpuppt und dessen Gestank der deutsche Zukunftsduft sei. Hastig schließt die verliebte Göttin den Deckel und gibt sich dem Poeten in einem Rausch wilder Ekstase hin, die den Genius des Dichters zu neuen schöpferischen Visionen begeistert. Kein Wunder, dass an dieser Stelle der Zensor einschreitet und der Leser über alles Weitere unaufgeklärt bleibt.
Caput XXVII: Zum Ende seines Wintermärchen entwirft H. ein optimistisches Bild zukünftiger Leser-Generationen: Das alte Geschlecht der Heuchelei wird verschwinden, denn schon knospet die Jugend, welche versteht / Des Dichters Stolz und Güte, / Und sich an seinem Herzen wärmt, / An seinem Sonnengemüte. – Mit den letzten Strophen stellt sich Heine in die Tradition von Aristophanes und Dante und spricht dann den König von Preußen direkt an: Beleid’ge lebendige Dichter nicht, / Sie haben Flammen und Waffen, / Die furchtbarer sind als Jovis Blitz, / Den ja der Poet erschaffen. Mit der Androhung der ewigen Verdammnis des Königs schließt das Epos.

## Form
Das Werk besteht, neben einem Vorwort und einem Nachtrag, aus 27 „Kapiteln“ (Capita I – XXVII) mit mehr als 500 Strophen, die in je vier Verse aufgeteilt sind und Ähnlichkeit mit der sogenannten Nibelungenstrophe haben. Der erste und dritte Vers jeder Strophe weisen je vier Hebungen auf, der zweite und vierte je drei. Das Versmaß wird überwiegend von Jamben bestimmt. Die Zahl der unbetonten Senkungen variiert jedoch (wie es typisch für Volkslieder ist), sodass der Rhythmus des Epos häufig vom Anapäst mitgeprägt wird und so freier und prosa-ähnlicher wirkt. Auch das Reimschema ist einfach – Vers 2 und 4 sind durch einen Kreuzreim verbunden, Vers 1 und 3 reimlos. Nach demselben Schema verteilen sich die Kadenzen: die Zeilen 1 und 3 klingen immer männlich aus, die Zeilen 2 und 4 immer weiblich.

## Rezeption
Heines Versepos war bis in unsere Zeit hinein in Deutschland sehr umstritten. Vor allem im Jahrhundert seiner Entstehung betrachtete man das Werk als „Schmähschrift“ eines heimatlosen „Vaterlandsverräters“, Miesmachers und Schandmauls. Diese Sichtweise von Deutschland. Ein Wintermärchen fand sich später besonders in der Zeit des Nationalsozialismus, die Heine als „jüdischen Nestbeschmutzer“ sah und verbannte, bis ins dümmlich Groteske übersteigert.
Die moderne Zeit sieht in Heines Werk – möglicherweise aufgrund eines entspannteren Verhältnisses zu Nationalismus und Deutschtümelei vor dem Hintergrund der europäischen Integration – ein bedeutendes politisches Gedicht in deutscher Sprache, souverän in Witz, Bildwahl und Sprache.
Ein Großteil des Reizes, den das Versepos heute ausübt, liegt darin begründet, dass seine Botschaft nicht eindimensional, sondern vieldeutig die Gegensätze in Heines Denken engagiert zum Ausdruck bringt. Der Dichter zeigt sich als Mensch, der seine Heimat liebt und als kreativen Kontrast zum leichtlebigen Frankreich sucht. So wie der Riese Antäus (Caput I, letzte Strophe) den Kontakt zur Erde braucht, so schöpft auch Heine seine Kraft und Gedankenfülle aus dem Kontakt zum Heimatland.
Exemplarisch wird hier der Bruch sichtbar, den die Julirevolution für das intellektuelle Deutschland bedeutete: Der frische Wind der Freiheit erstickt in den reaktionären Bestrebungen der Restauration, der schon eingetretene „Frühling“ weicht einer neuen Frostperiode der Zensur, Unterdrückung, Verfolgung und Exilierung; der Traum von einem demokratischen Deutschland ist auf ein ganzes Jahrhundert hinaus ausgeträumt.
Deutschland. Ein Wintermärchen markiert einen Höhepunkt der politischen Dichtung des Vormärz. Es ist „ein Bekenntnis zur Lebensfreude und Gegenwärtigkeit in Gleichheit und Freiheit“, bloßes Amüsement jedoch wäre eine „unangemessene Reaktion, weil sie den aufklärerischen Ernst Heines verkennt“. War das Werk jahrzehntelang als antideutsches Pamphlet des „Wahlfranzosen“ Heine verpönt, so gilt es heute als bewegendes lyrisches – und teilweise visionäres – Zeugnis des Exilanten und Emigranten Heinrich Heine, in dem er nicht zuletzt den Untergang Preußens durch dessen Militarismus vorausahnt. Es hat im Laufe der Jahrhunderte über zwanzig Nachahmer gefunden, der bekannteste darunter Wolf Biermann, der 1972 das Motiv der Wintermärchen-Reise verwendete.
In Artikeln der von Heines Freund Karl Marx herausgegebenen Neuen Rheinischen Zeitung wurde das Werk mehrfach zitiert.
Das Buch wurde in die ZEIT-Bibliothek der 100 Bücher aufgenommen.
Dem deutschen Regisseur Sönke Wortmann diente der Titel 2006 als Vorbild für seinen Dokumentarfilm Deutschland. Ein Sommermärchen. Katja Riemann verknüpfte Auszüge aus Deutschland. Ein Wintermärchen mit Liedern aus dem Zyklus Winterreise zu Winter. Ein Roadmovie, das bei den Ruhrfestspielen 2012 uraufgeführt wurde.

### Textausgaben
- Heinrich Heine: Deutschland. Ein Wintermährchen. (Separatdruck) Hoffmann und Campe, Hamburg 1844 (Digitalisat und Volltext im Deutschen Textarchiv).
- Heinrich Heine. Historisch-kritische Gesamtausgabe der Werke. Hrsg. von Manfred Windfuhr. Bd. 4: Atta Troll. Ein Sommernachtstraum / Deutschland. Ein Wintermährchen. Bearb. von Winfried Woesler. Hoffmann und Campe, Hamburg 1985.
- H. H.: Deutschland. Ein Wintermärchen. Hrsg. von Joseph Kiermeier-Debre. Deutschen Taschenbuch Verlag, München 1997, ISBN 3-423-02632-4 (Bibliothek der Erstausgaben).
- H. H.: Deutschland. Ein Wintermärchen. Hrsg. von Werner Bellmann. Durchgesehene Ausgabe. Reclam, Stuttgart 2001, ISBN 3-15-002253-3 (bietet die Fassung der „Neuen Gedichte“, 1844, und Varianten der Separatausgabe, 1844).
- H. H.: Deutschland. Ein Wintermärchen. Bilder von Hans Traxler. Hrsg. von Werner Bellmann. [Gebundene Ausgabe] Reclam, Stuttgart 2005, ISBN 3-15-010589-7. Als Reclam Taschenbuch Nr. 20236, Stuttgart 2011, ISBN 978-3-15-020236-4.

### Sekundärliteratur
- Werner Bellmann: Heinrich Heine. Deutschland. Ein Wintermärchen. Erläuterungen und Dokumente. Revidierte Ausgabe. Reclam, Stuttgart 2005, ISBN 3-15-008150-5.
- Hans Böhm: Heines Werke Säkularausgabe. Band 2, Teilband 3: Gedichte 1827–1844 und Versepen. Kommentar III: Deutschland. Ein Wintermährchen. Akademie Verlag, Berlin 1998, ISBN 978-3-05-002771-5.
- Karlheinz Fingerhut: Heinrich Heine: Deutschland. Ein Wintermärchen. (= Grundlagen und Gedanken zum Verständnis erzählender Literatur) Diesterweg, Frankfurt a. M. 1992, ISBN 3-425-06167-4.
- Jost Hermand: Heines „Wintermärchen“ – Zum Topos der „deutschen Misere“. In: Diskussion Deutsch 8 (1977), Heft 35, S. 234–249.
- Joseph A. Kruse: Ein neues Lied vom Glück? Heinrich Heines „Deutschland. Ein Wintermährchen“. In: J. A. K.: Heine-Zeit. Stuttgart/München 1997. S. 238–255.
- Fritz Mende: Heine Chronik. Daten zu Leben und Werk. Hanser, München 1975, ISBN 3-446-12087-4.
- Wolfgang Preisendanz: Heinrich Heine. Werkstrukturen und Epochenbezüge. Fink, München 1973, ISBN 3-7705-0888-2.
- Renate Stauf: Heinrich Heine. Deutschland. Ein Wintermärchen. In: Renate Stauf/Cord Berghahn (Hrsg.): Weltliteratur II. Eine Braunschweiger Vorlesung. Bielefeld 2005, S. 269–284.
- Jürgen Walter: Deutschland. Ein Wintermärchen. In: Jürgen Brummack (Hrsg.): Heinrich Heine. Epoche – Werk – Wirkung. Beck, München 1980, S. 238–254.